# 영서방송
LG헬로비전 영서방송( LG HelloVision youngseo broadcasting network Co., Ltd.) 수신 지역은 원주시, 횡성군, 평창군, 영월군, 정선군외 강원특별자치도 전역을 대상으로 송출되고 있는 지역방송사업자이다.

## 방영/종영 프로그램
- LG헬로비전 영서방송 뉴스
- 골프 스테이션
- 김미희의 All That Medical
- 나들이 고고씽
- 문화공간 Art Special
- 뮤직 파라다이스
- 아줌마U
- 생활의 향기
- 익사이팅 댄스
- 즐거운 노래교실
- 특집방송
- 힐링요가
- WTB 원주시정방송
- 횡성군정방송
- 평창군정방송
- 정선군정방송
- 영월군정방송

## 같이 보기
- 충북방송 (CCS)
- 위미디어 (SBS E!와는 무관)